# Instituto de Matemática Steklov
Instituto de Matemática Steklov (em russo: Математический институт им. В. А. Стеклова) é um instituto de pesquisas localizado em Moscou, especializado em matemática.
Foi fundado em 28 de abril de 1934 em Leningrado, sendo o nome uma homenagem ao matemático russo Vladimir A. Steklov. Por problemas de espaço físico o Instituto foi transferido para Moscou, em 1940.
Em janeiro de 2009 o Instituto possuia 13 seções em diversas áreas (álgebra, teoria dos números, física teórica).